# 1399 Teneriffa
Az 1399 Teneriffa (ideiglenes jelöléssel 1936 QY) a Naprendszer kisbolygóövében található aszteroida. Karl Wilhelm Reinmuth fedezte fel 1936. augusztus 23-án, Heidelbergben.